# Duryea, Pennsylvania
Duryea este un târg situat în Comitatul Luzerne, Pennsylvania, SUA. În anul 2000 avea o populație de 4.634 locuitori și o densitate a populației de 325 persoane/km2. În 2010 târgul avea 4.917 locuitori. Târgul se află la coordonatele 41°20′52″N 75°45′30″V / 41.34778°N 75.75833°V. În 2000 venitul mediu pe gospodărie era de  32.207$. Aproximativ 8,1% din populație trăiește sub pragul sărăciei.

## Personae notabile
- Gene Guarilia, Boston Celtics
- Albert K. Bender,  ufolog american